# Ranbir Kapoor
Ranbir Kapoor (ur. 28 września 1982 w Bombaju) – indyjski aktor występujący w produkcjach filmowych z Bollywood. Zadebiutował w filmie Saawariya z 2007 za którą zdobył Nagrodę Filmfare za Najlepszy Debiut. W 2009 zagrał w filmach Wake Up Sid! i Prem Ki Ajab Ghazab Kahani, które odniosły sukces komercyjny i recenzyjny – otrzymał za nie Nagrodę Filmfare Krytyków dla Najlepszego Aktora. W 2010 zagrał w przebojowym filmie Raajneeti, który osiągnął największy sukces komercyjny z jego udziałem.

## Młodość
Ranbir Kapoor pochodzi z pendżabskiej rodziny, jest synem aktorów Rishiego Kapoor i Neetu Singh; jego siostra to Riddhima Kapoor. Jest również wnukiem aktora i zarazem filmowca Raja Kapoor, synem bratanka aktorów i filmowców – Shashiego Kapoor i Shammiego Kapoor, prawnukiem Prithviraja Kapoor i bratankiem aktora Randhira Kapoor. Inni ważni członkowie rodziny to jego kuzynostwo: Karishma Kapoor, Kareena Kapoor i Nikhil Nanda. Jako dziecko, Kapoor uczęszczał do Bombay Scottish School w Mahim, w Bombaju. Po ukończeniu szkoły, udał się do Instytutu Teatralnego i Filmowego w Nowym Jorku.

## Kariera
Przed rozpoczęciem kariery jako aktor, Kapoor pracował jako asystent reżysera Sanjaya Leela Bhansaliego, gdzie był zaangażowany w produkcję filmu Black. Później, w listopadzie 2007 zadebiutował w filmie Saawariya Bhansaliego z partnerującą mu Sonam Kapoor. Film nie odniósł kasowego sukcesu, chociaż w dużej mierze zostało docenione jego wykonanie. Kapoor został zaś zauważony w romantycznej produkcji Siddhartha Anandy Bachna Ae Haseeno u boku Bipashy Basu, Minisshy Lamby i Deepiki Padukone. Tym razem film ten został dobrze przyjęty przez widzów.
Pierwszą rolę w 2009, Kapoor zagrał w filmie Wake Up Sid! Ayana Mukerjiego, w którym wcielił się w postać Siddhartha Mehry – zepsutego i egocentrycznego studenta z Bombaju. Partnerowała mu tu Konkona Sen Sharma. Film osiągnął uznanie i komercyjny sukces, a sam Kapoor zdobył kilka nominacji do najlepszego aktora w różnych ceremoniach. Jego następny występ przypadł u boku Katriny Kaif w filmie Ajab Prem Ki Ghazab Kahani, który uszedł za jeden z najlepszych hitów tamtego roku. Po tym, pojawił się w dramacie Shimita Amina Rocket Singh: Salesman of the Year. Po premierze, film otrzymał dość pozytywne recenzje krytyków, lecz nie do końca zgodne z oczekiwaniami twórców.
W 2010 pojawił się w produkcji Prakasha Jha – Rajneeti oraz zagrał razem z Priyanką Choprą w Anjaana Anjaani Siddhartha Anandy.

## Życie osobiste
14 marca 2022 r. Ranbir Kapoor ożenił się z bollywoodzką aktorką Alią Bhatt. 6 listopada 2023 przyszła na świat ich córka Raha Kapoor. Ranbir Kapoor wcześniej spotykał się z bollywodzkimi aktorkami Deepiką Padukone (para rozstała się w październiku 2009) i Katriną Kaif, z którą rozstał się na początku 2016 roku.

## Filmografia
| Rok  | Film                                 | Rola                   | Dodatkowe informacje |
| ---- | ------------------------------------ | ---------------------- | --- |
| 2017 | Jagga Jasoos                         | Jagga                  | |
| 2016 | Serce nie sługa (Ae dil hai mushkil) | Ayan Sanger            | Nominacja do Filmfare Award of Best Actor |
| 2015 | Tamasha                              | Ved Sahni              | Nominacja do Filmfare Award of Best Actor |
| 2015 | Bombay Velvet                        | Johnny Balraj          | |
| 2015 | Roy                                  | Roy                    | |
| 2013 | Besharam                             | Babli                  | |
| 2013 | Yeh Jawaani Hai Deewani              | Kabir "Bunny" Thapar   | Nominacja do Filmfare Award of Best Actor |
| 2012 | Barfi                                | Murphy "Barfi" Johnson | Zwycięzca Filmfare Award for Best Actor |
| 2011 | Rockstar                             | Jordan                 | Zwycięzca Filmfare Award for Best Actor Zwycięzca Filmfare Critics Award for Best Actor |
| 2010 | Anjaana Anjaani                      | Akash                  | |
| 2010 | Rajneeti                             | Samar Pratap           | |
| 2009 | Rocket Singh: Salesman of the Year   | Harpreet Singh Bedi    | Zwycięzca Nagrody Filmfare Krytyków dla Najlepszego Aktora również za Wake Up Sid! i Ajab Prem Ki Ghazab Kahani                                                                            |
| 2009 | Ajab Prem Ki Ghazab Kahani           | Prem Shankar Sharma    | Zwycięzca Nagrody Filmfare Krytyków dla Najlepszego Aktora również za Wake Up Sid! i Rocket Singh: Salesman of the Year Nominacja do Nagrody Filmfare dla Najlepszego Aktora               |
| 2009 | Wake Up Sid!                         | Sidharth Mehra         | Zwycięzca Nagrody Filmfare Krytyków dla Najlepszego Aktora również za Ajab Prem Ki Ghazab Kahani i Rocket Singh: Salesman of the Year Nominacja do Nagrody Filmfare dla Najlepszego Aktora |
| 2009 | Luck by Chance                       | Jako on sam            | Występ gościnny |
| 2008 | Bachna Ae Haseeno                    | Raj Sharma             | |
| 2007 | Saawariya                            | Raj                    | Zwycięzca Nagrody Filmfare za Najlepszy Debiut |